# 中山公园 (沈阳)
沈阳中山公园是位于中国辽宁省沈阳市和平区南京南街7号的一座城市公园，由南一马路、南京南街、南三马路和和平南大街围成，呈长方形，目前占地面积为189000平方米。沈阳中山公园被认为是沈阳最早融合西方园艺艺术的近代城市公园，拥有近一个世纪的历史。

## 名称
公园在日占时期，因临近主干道千代田通，故被命名为千代田公园。1946年，为纪念孙中山先生诞辰80周年，公园更名为中山公园并沿用至今。

## 历史

### 日占时期

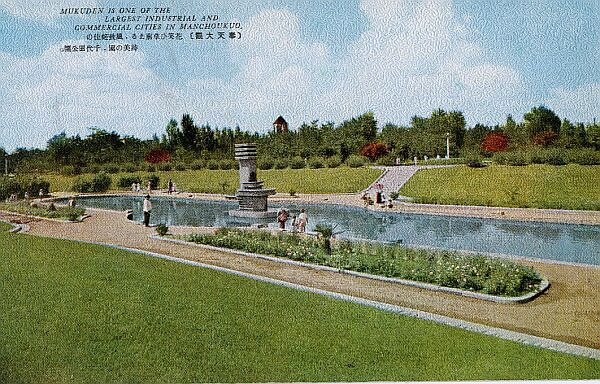
千代田公园内的沉池

1905年，南满洲铁道在奉天设立奉天满铁附属地，当时人口主要聚集在满铁附属地的北部地区，春日公园成为主要的公共休闲场所。满铁受西学东渐思潮影响在附属地导入西方城市绿地系统规划，在满铁附属地南部启动了新的公园项目。1919年，千代田通南侧建立了苗圃以作为公园预留地。1924年，千代田公园的建设正式开始，并于1926年完工，公园规划占地19.4公顷，实际面积为178,713平方米。公园的设计采用东西方园林艺术融合的手法，既设有日本传统的庭园式池塘和筑山，也融入了西洋式花坛和喷泉。园内还设有一个200平方米的温室。1928年，公园西南侧设立千代田水塔并开始供水。公园也增加了一系列的西方园林元素，包括沉池、喷泉、温室、音乐堂、游泳池、棒球场、动物舍和盆栽陈列场等设施。1932年，满洲国成立，千代田公园的管理仍由满铁负责，并未划归为奉天市政管理。1933年起，公园实行收费制度，并只允许日本人入园。1937年12月，日本在满洲国的治外法权被撤销，千代田公园的管理权转交给满洲国奉天市公署直至日本战败。

### 民国及共和国初期

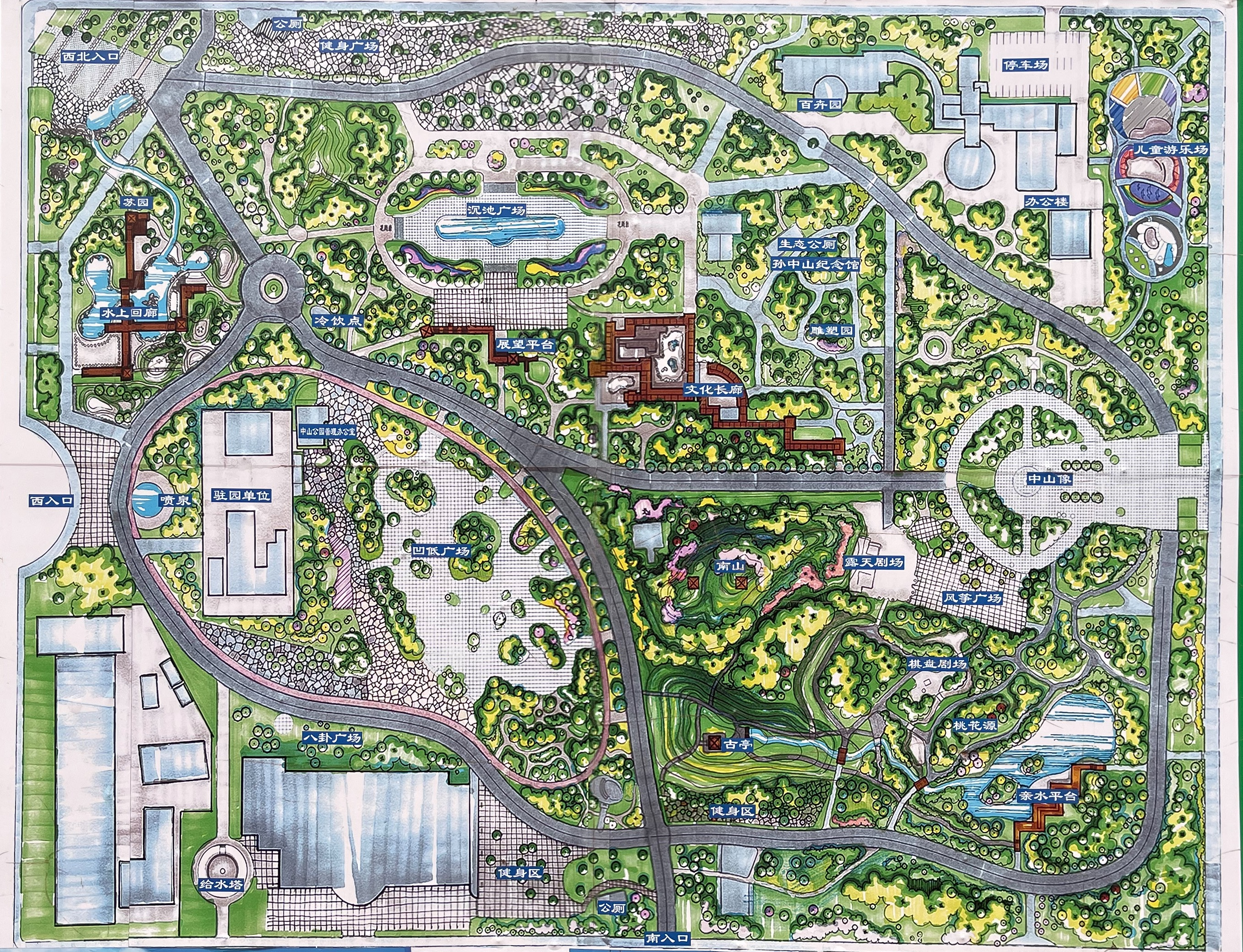
中山公园平面图

1946年，公园更名为中山公园以纪念孙中山。中华人民共和国成立后，中山公园开展了一系列的修复工作，并融入了更多的中国特色的园林元素，并于1952年重新开放。民国时期留下的温室、动物舍和音乐堂均得到了修缮。此后，公园还新增了一些设施，如中苏友好画廊、露天曲艺场以及位于西北侧的园中园，从而恢复了公园的基本功能。1965年，原本象征军舰的沉池内喷水塔被改建成儿童嬉水雕塑。公园内还新建了虎舍、鸟禽舍、水禽舍和猴舍，增添了公园的娱乐多样性。

### 改革开放后
改革开放后，中山公园得到快速发展。1986年，公园在东门设立了中山像，并建设了中山像广场及百花苑。1990年代初期，中山公园相继建设了童乐城、西游记封神榜艺术宫和乒乓球俱乐部。2001年，中山公园拆除了围墙，并且免费对公众开放。2006年，中山公园成立了东北三省首个孙中山纪念馆。2008年，位于公园内的千代田水塔被列为第三批沈阳市文物保护单位进行保护。

## 设施

### 千代田水塔

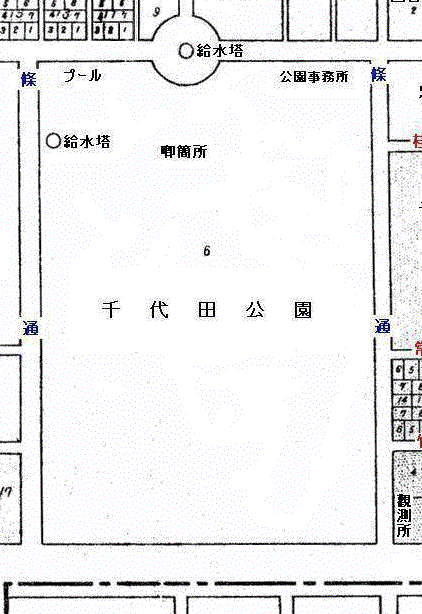
1930年代的地图上可见两座水塔的位置。图中上方为西北。图中左上方的“给水塔”为现存的千代田水塔。图中上方公园边界外的“给水塔”是千代田水源创建时的水塔，已不存

公园西南侧设有千代田水塔。1915年1月，满铁在附属地内千代田通附近设立奉天市第一座水源，以解决奉天市没有管道供水设施的问题，并称之为千代田水源。1923年，满铁附属地在千代田公园内建设水塔并于1928年投入使用。千代田水塔由满铁土木课设计，是一个圆形钢筋混凝土建筑，包括塔基、塔身和塔顶三个部分。水塔的总高53.55米，深30尺，直径12尺，容量1200立方米，塔身的四周装有8根水泥承重柱，上面覆盖水泥罩面，塔顶设有避雷针。1946年，水塔被转交为奉天市政公署自来水筹备处管理。中华人民共和国成立后后，水塔由沈阳市自来水公司管理，并于1962年停止使用。2008年，千代田水塔被列为沈阳市文物保护单位。

### 沉池广场
沉池广场位于公园的北侧，落成于1928年。沉池广场的设计灵感源自的日本军舰千代田号防护巡洋舰。广场内曾有一座喷水塔雕塑。1950年，喷水塔得到修复，恢复其喷水功能。1965年，喷水塔被改建成了一组儿童嬉水雕塑。1985年，喷水池经过扩建，达到原来规模的6.5倍，同时新增了声控彩色喷泉功能。1996年，广场增添了坡面绿化。2008年，中心喷水池被拆除，改建成了一个配备有200个喷水口的音乐喷泉，坡面也新增了模纹装饰。

### 文化长廊
文化长廊座落在公园的中心区域。它的前身是1955年建成的中苏友好画廊，该画廊主要用于举办各种书画和摄影活动。1997年的改造工程将画廊改建和扩展为现今的文化长廊，并将原本的水泥结构和书报栏被改造成了砖混结构的花架廊。在2008年公园进行改造时，部分砖混花架廊被保留，而其余的部分则被改造成钢木结构。此外，花架廊还向公园的东部进行了扩建。

### 中山像及中山像广场
中山像及中山像广场位于公园的东门入口，于1986年建成。雕像为铜制雕像，像高3米，基座高1.5米。中山像及中山像广场在1987年得到扩建，扩建后面积达到615平方米。2008年时，中山公园对中山像及中山像广场进行了局部修整。2008年中山公园改造期间，中山像广场面积扩大了一倍，总面积超过5000平方米。

### 孙中山纪念馆
孙中山纪念馆位于沉池东侧，于2006年建成，占地面积约300平方米，是东北三省首座孙中山纪念馆。纪念馆大楼为仿古建筑，与文化长廊毗邻，是一处爱国主义教育场所。初期，纪念馆因管护经费等方面的限制只在夏天的早八晚五开馆，开放程度不高。现今，孙中山纪念馆因内部修理，暂停对外开放。

中山公园内的设施
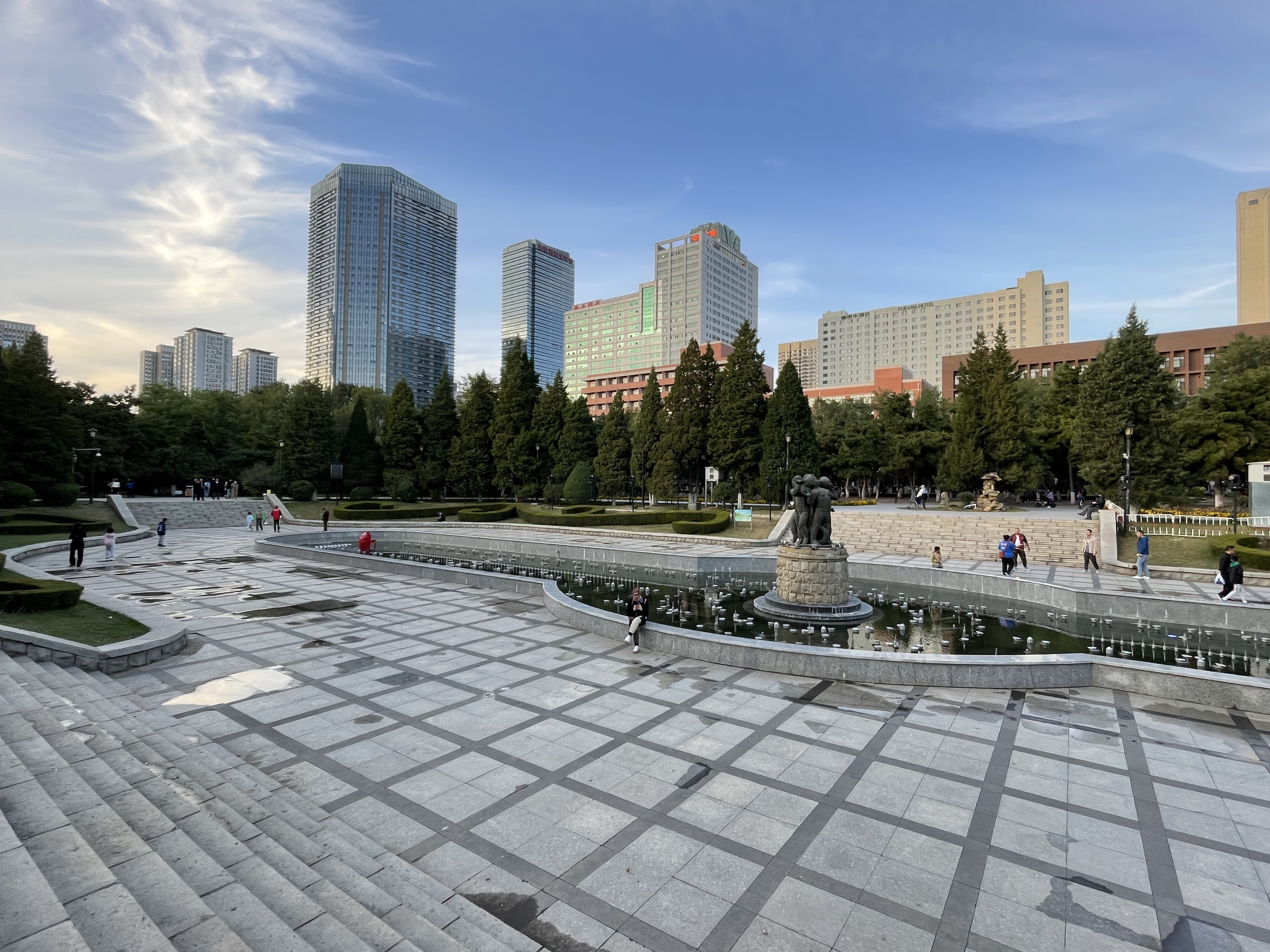
沉池广场
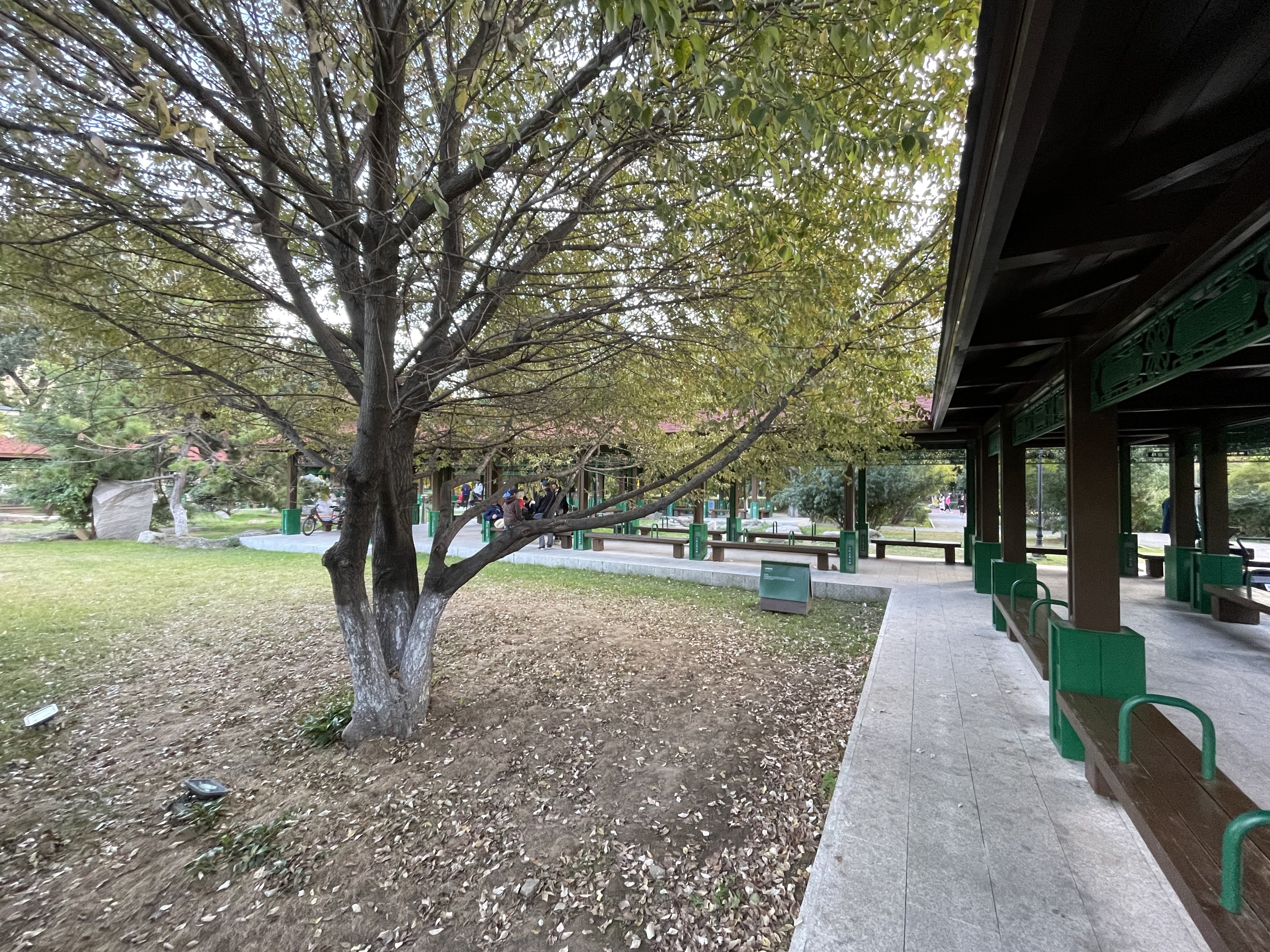
文化长廊
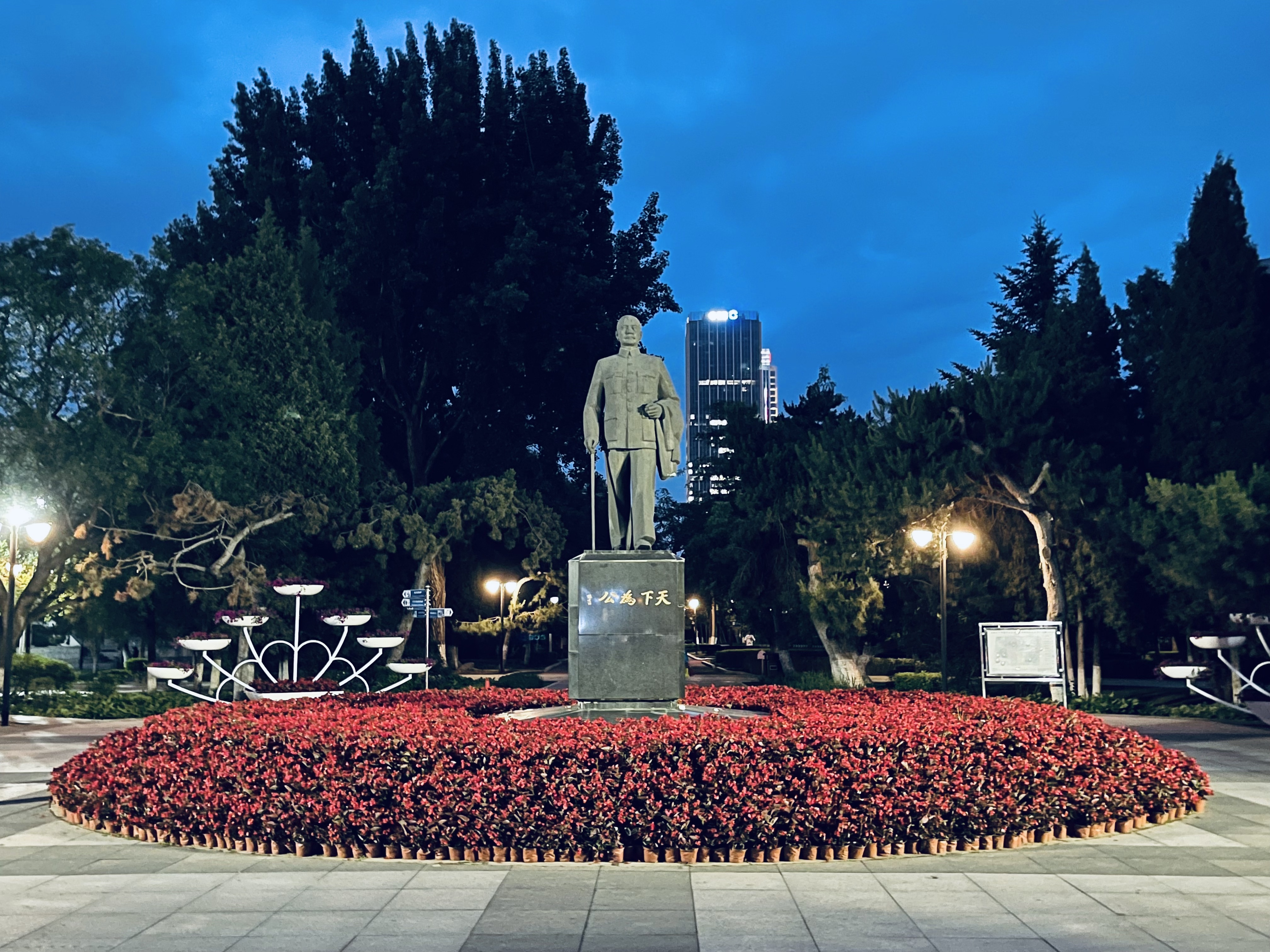
中山像
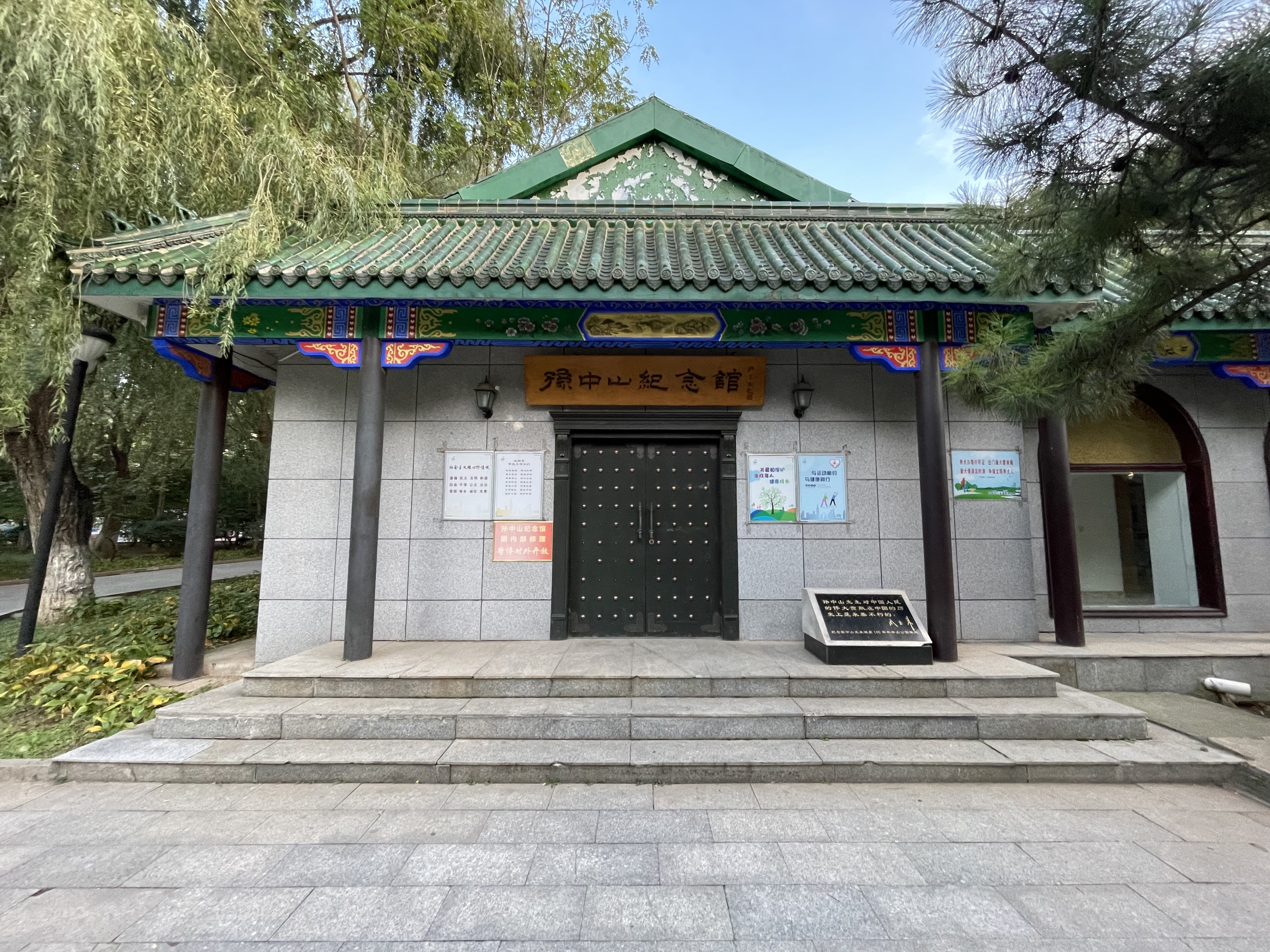
孙中山纪念馆